# Columbia Mountains
Columbia Mountains – łańcuch górski w Kanadzie i Stanach Zjednoczonych należący do systemu Kordylierów. Geografowie USA zaliczają go do Gór Skalistych. Największa część gór znajduje się w kanadyjskiej prowincji Kolumbia Brytyjska (75%), a kolejne są już Stanach Zjednoczonych: Waszyngton (17%), Idaho (5%) i Montana (3%).
Columbia Mountains dzieli się na pasma:
- Cariboo Mountains,
- Shuswap Highland,
- Okanogan Highlands,
- Monashee Mountains,
- Selkirk Mountains,
- Purcell Mountains.

Naturalne granice Columbia Mountains tworzą: od wschodu główna grań Gór Skalistych, od południa rzeka Kolumbia, od północy rzeka Fraser, a od zachodu Interior Plateau (Płaskowyż Wewnętrzny).

## Najwyższe szczyty
1. Mount Sir Sandford - 3519 m n.p.m., pasmo Selkirk
2. Mount Sir Wilfrid Laurier - 3516 m n.p.m., Cariboo Mountains
3. Mount Farnham - 3493 m n.p.m., Purcell Mountains
4. Mount Jumbo - 3437 m n.p.m., Purcell Mountains
5. Howser Spire - 3412 m n.p.m., Purcell Mountains
6. Karnak Mountain - 3411 m n.p.m., Purcell Mountains
7. Mount Delphine - 3406 m n.p.m., Purcell Mountains
8. Mount Sir John Abbott - 3398 m n.p.m., Cariboo Mountains
9. Mount Hammond - 3387 m n.p.m., Purcell Mountains
10. Mount Dawson - 3377 m n.p.m., Selkirk